# Iriseren
Iriseren (også kaldet irisering, (perlemorsagtigt) farvespil, regnbueglans og perlemorsglans) er en farve, som skifter farve alt afhængig af, hvilken vinkel den ses fra. Iriseren forekommer naturligt, men kan også skabes kunstigt. Iriseren ses flere eksempelvis på sæbebobler, CD'er og spildt benzin. Kan også ses på fjer, muslinger, insekter, maling, slanger, fisk, sten, skyer og planter (sjældent). Iris kommer af det græske ord ἶρις (îris), som betyder regnbue. 

## Galleri
- Iriseren på en sommerfugl.
- Iriseren på en bille.
- Iriseren på en musling.
- Iriseren på en slange.
- Iriseren på en påfugl.
- Iriseren på goethit.
- Iriseren på sæbebobler.
- Bil malet med iriserende maling.
- Iriserede skyer.
- Iriseren på bismuth.
- Iriseren på en CD.
- Iriseren på en hveps.
- Iriseren på en kampfisk.